# Allan Whitwell
Allan Whitwell, né le 5 mai 1954 à York, est un rameur d'aviron britannique.

## Palmarès

### Jeux olympiques
- 1980 à Moscou
  -  Médaille de bronze en huit[1]